# Valle de Pachuca-Tizayuca
El Valle Pachuca-Tizayuca, también es denominado simplemente valle de Tizayuca es un valle y una de las regiones geográficas del estado de Hidalgo en México. Corresponde a llanos semiáridos altamente aprovechables para actividades agrícolas, es un corredor protegido por una cadena de cerros a cada lado.

## Delimitación
Este valle forma parte de la Cuenca de México, ubicándose al norte de la misma. El Valle de Pachuca-Tizayuca tiene como límites al norte la Sierra de Pachuca. Al este la Sierra de los Pitos separan al Valle de Tizayuca, de las llanuras de Zempoala; y la Sierra de Chichicuautla separa al Valle de Tizayuca del Valle de Apan. Al oeste la Sierra de Tezontlalpan también denominada Sierra de Tolcayuca, sirve como frontera entre el Valle del Mezquital y el Valle de Tizayuca. Al sur colinda con el  Valle de Cuautitlán.

## Geografía

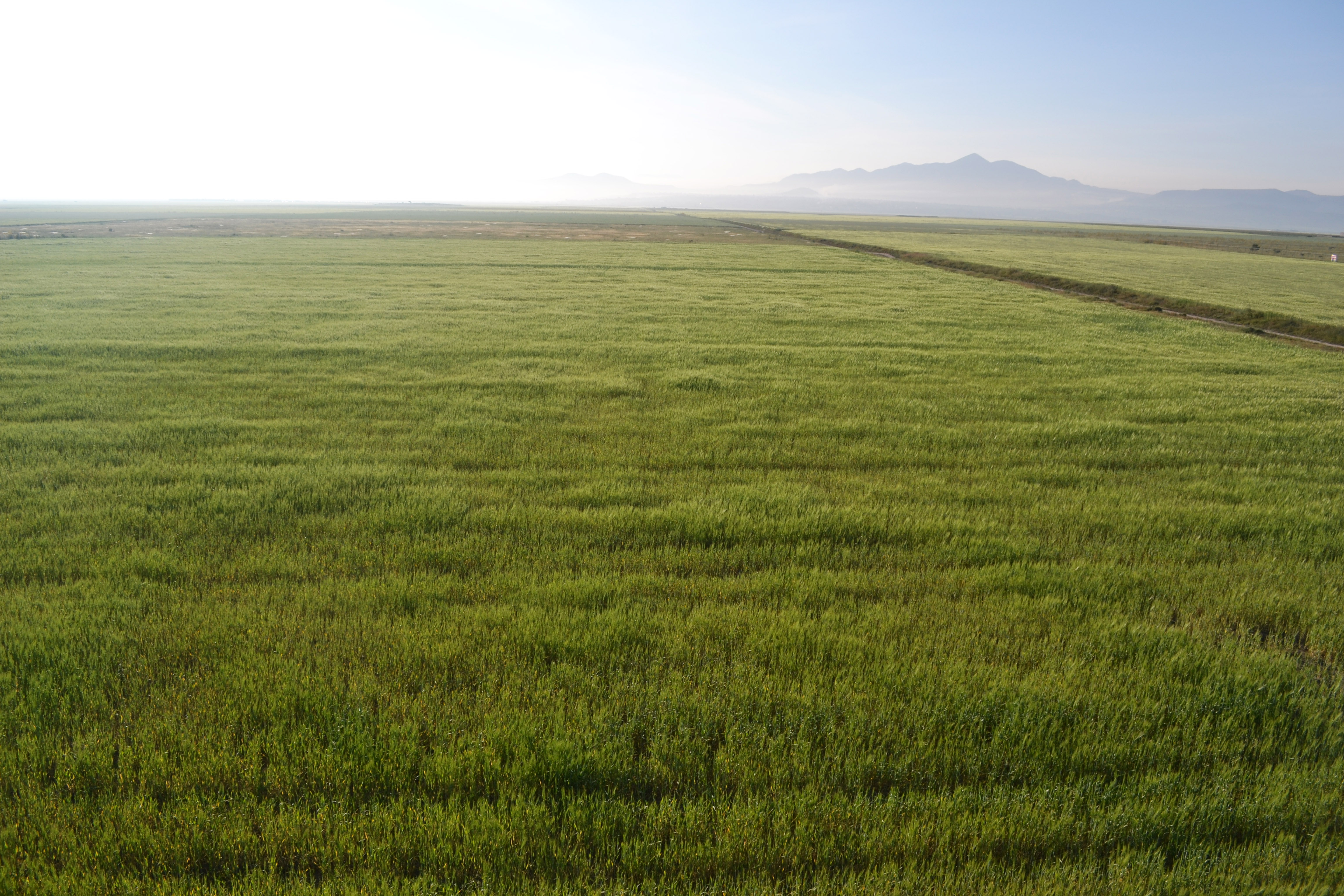
Panorámica desde el municipio de Tizayuca.

Panorámica desde el municipio de Tolcayuca, en temporada seca.

Se ubica al sur del estado de Hidalgo, en el Eje Neovolcánico, la altitud promedio en la región es de 2400 metros sobre el nivel del mar. comprende extensas planicies donde sobresalen pequeñas estructuras volcánicas y pequeñas serranías, sobre todo en su porción septentrional. Presenta pendientes menores de 2°, con algunas depresiones que forman pequeños cuerpos de agua estacionales.
Este valle está orientado en dirección noreste-suroeste y presenta una longitud aproximada de 35 km por un ancho que va de 15 a 20 km. Es una región geomorfológica distintiva que se localiza entre estas dos localidades, comprendiendo parte de los municipios de Pachuca de Soto, Mineral de la Reforma, Zapotlán de Juárez, Tolcayuca, Tizayuca, Villa de Tezontepec y Zempoala.
En el territorio predominan los paisajes del altiplano templado, subhúmedo, especialmente el desarrollado sobre depósitos algunos con agricultura de temporal sobre suelos Feozem, Cambisol y Vertisol que ocupan el 37.5 % del área y los de las montañas volcánicas altas, templadas, subhúmedas, específicamente las pendientes y cimas sobre rocas extrusivas ácidas y básicas con diversos usos que representan el 26.08 % del territorio.
En lo que respecta a la hidrología se encuentra posicionado en las regiones hidrológicas del Pánuco; en la cuenca del río Moctezuma; dentro de la subcuenca río Tezontepec. El río de las Avenidas de Pachuca es la corriente superficial más importante, nace en la sierra de Pachuca, para después recorrer la planicie norte desde esta ciudad hasta Tizayuca con dirección N-S, para terminar vertiendo sus excedentes en el Gran Canal de Desagüe en las cercanías de la Laguna de Zumpango.